# Орловский 36-й пехотный полк

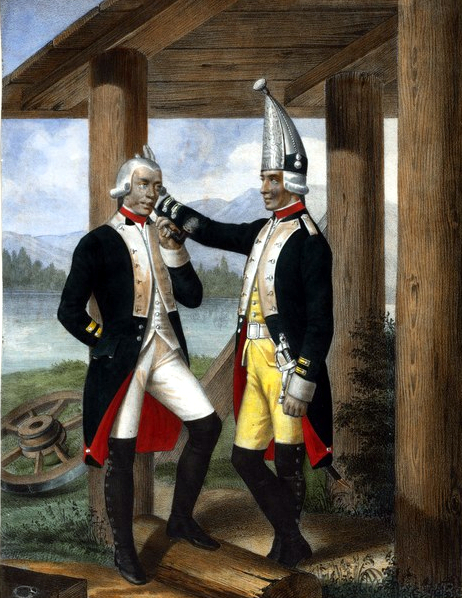
Гренадеры Азовского и Орловского Мушкетерских полков. 1797-1801 гг.

36-й пехотный Орловский генерал-фельдмаршала князя Варшавского графа Паскевича-Эриванского полк — пехотная воинская часть Русской императорской армии. С 1812 года входил в состав 9-й (на тот момент 11-й) пехотной дивизии.
- Старшинство: 19.02.1711
- Полковой праздник: 6 декабря.

## Места дислокации
- 1820 — Чериков Могилевской губернии. Второй батальон полка на поселении в Могилевской губернии[2]
- 1890 — Константиноград
- 1903 — Полтава (6-8 роты временно расквартированы в г. Константиноград)[3]
- 1907—1914 — Кременчуг

## История

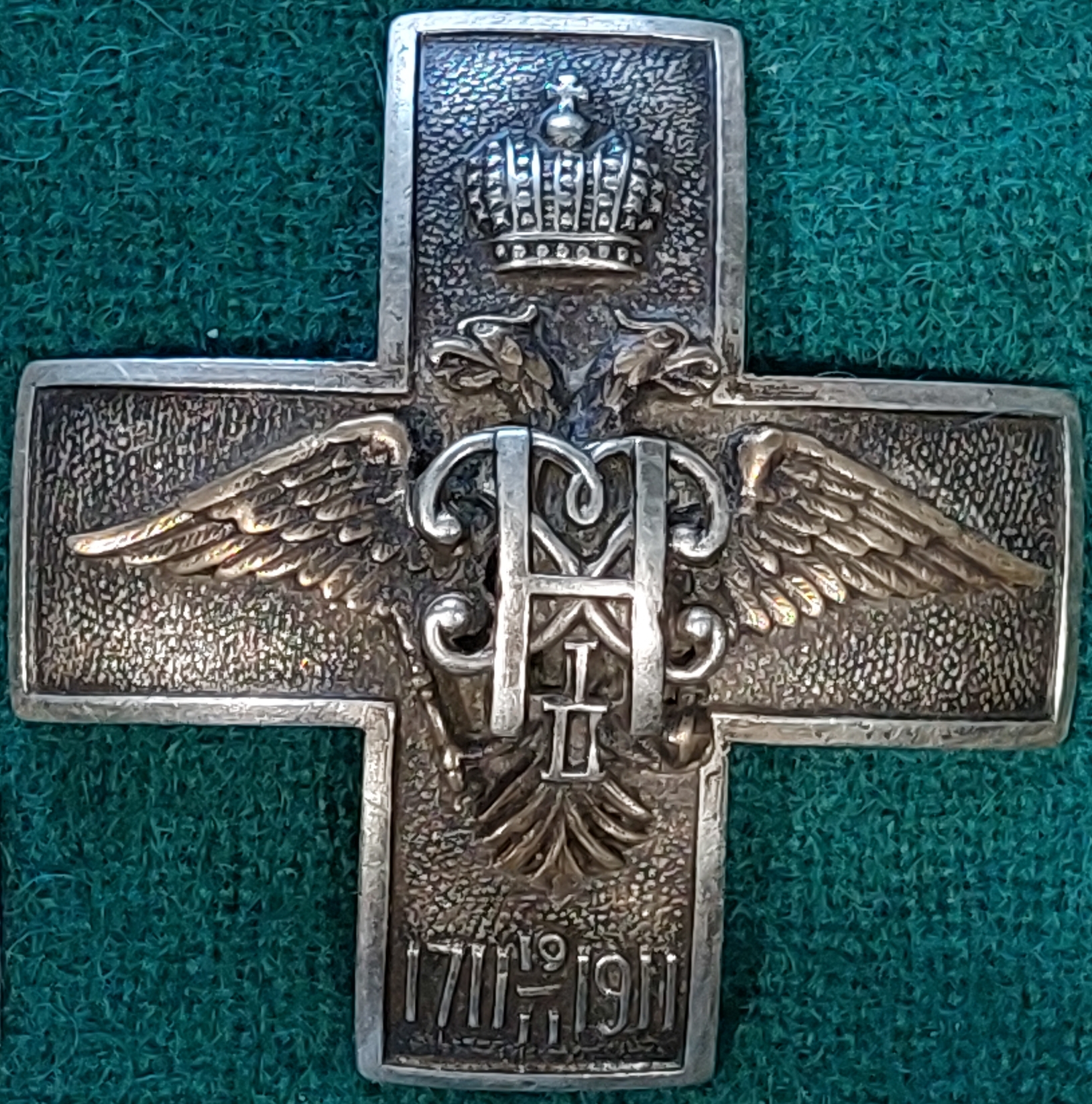
Полковой знак (для нижних чинов) 36-го пехотного Орловского полка, 1914-1917 гг.

- 19 февраля 1711 — Сформирован Обер-комендантский полк Киевского гарнизона.
- 1727 — Переименован в 1-й Орловский
- Переименован в Киевский гарнизонный.
- 1764 — Расформирован на отдельные батальоны.
- 1794 — Упразднены 1-й и 2-й Киевские гарнизонные батальоны.
- 1790 — Упразднены 4-й, 5-й и 6-й Киевские гарнизонные батальоны.
- 1797 — Из Киевских гарнизонных батальонов создан Киевский гарнизонный полк. (Впоследствии именовался полком Вигеля, Рахманова, Массе).
- 1800—1801 — Из Киевского и Херсонского гарнизонных полков создан гарнизонный полк «Ж».
- 1801 — Расформирован на Херсонский гарнизонный полк и Киевский гарнизонный полк двухбатальонного состава.
- 1811 — Киевский гарнизонный полк упразднён.
- 17 января 1811 — В Киеве сформирован генерал-майором Паскевичем из шести рот Киевского, трёх рот Очаковского и трёх рот Херсонского гарнизонных полков Орловский пехотный полк трёхбатальонного состава.
- 28 января 1833 — Присоединён 18-й егерский полк. Назван Орловским егерским полком и приведён в шестибатальонный состав.
- 11 сентября 1835 — Егерский генерал-фельдмаршала князя Варшавского графа Паскевича-Эриванского полк.
- 10 марта 1854 — Сформированы 7-й и 8-й батальоны.
- 17 апреля 1856 — Пехотный генерал-фельдмаршала князя Варшавского графа Паскевича-Эриванского полк.
- 23 августа 1856 — 4-й действующий батальон переименован в 4-й резервный и отчислен в резервные войска. 5-8-й батальоны расформированы.
- 19 марта 1857 — Орловский пехотный генерал-фельдмаршала князя Варшавского графа Паскевича-Эриванского полк.
- 6 апреля 1863 — из 4-го резервного батальона и бессрочноотпускных 5-го и 6-го батальонов сформирован Орловский резервный пехотный полк.
- 25 марта 1864 — 36-й пехотный Орловский генерал-фельдмаршала князя Варшавского графа Паскевича-Эриванского полк.
- 27 июня 1877 — Оборона Шипки.

К началу боев за Шипку туркам противостояли только один русский полк (36-й Орловский), 27 орудий и 5 дружин болгарских ополченцев. И это против целой армии Сулеймана-паши… «Вся слава первого дня, — писал В. И. Немирович—Данченко, — принадлежит горстке орловцев и болгарским дружинам, среди которых находилось и 500 молодых болгар, совершенно неопытных, пришедших на Шипку за три дня до этого»— Генов Ц. Русско-турецкая война 1877-1878 гг. и подвиг освободителей)

## Шефыполка
- 17.01.1811 — 01.09.1814 — генерал-майор (с 08.10.1813 генерал-лейтенант) Паскевич, Иван Фёдорович
- 10.09.1835 — 20.01.1856[4] — генерал-адъютант генерал-фельдмаршал светлейший князь Варшавский граф Паскевич-Эриванский, Иван Фёдорович

## Командиры полка
- 17.02.1812 — хх.хх.1813 — майор (с 21.11.1812 подполковник) Берников, Павел Сергеевич
- хх.хх.1813 — 03.10.1814 — полковник Гернгросс, Ренатус Фёдорович
- 03.10.1814 — 17.06.1815 — полковник Кленовский, Осип Матвеевич
- 17.06.1815 — 17.04.1822 — полковник Берников, Павел Сергеевич
- 19.08.1822 — 19.03.1826 — подполковник Жулябин, Александр Осипович
- 19.03.1826 — 03.11.1831 — полковник Корнеев, Николай Михайлович
- 15.02.1832 — 02.04.1833 — полковник Кононов, Александр Иванович
- 02.04.1833 — 24.07.1843 — полковник (с 11.04.1843 генерал-майор) Бурман, Александр Ермолаевич
- 24.07.1843 — 01.01.1846 — полковник (с 17.03.1845 генерал-майор) Гернет, Фердинанд Христофорович
- 06.01.1846 — 03.03.1850 — полковник (с 09.08.1849 генерал-майор) Дымман, Ефим Александрович
- 03.03.1850 — 16.07.1855 — полковник барон Клодт фон Юргенсбург, Карл Густавович
- 16.07.1855 — 30.08.1863 — полковник Клокачёв, Федот Павлович
- 21.09.1863 — 21.12.1863 — полковник барон Фридрихс, Платон Александрович
- 25.12.1863 — хх.хх.1867 — полковник Толмачёв, Иван Павлович
- 07.05.1867 — 21.04.1876 — полковник Шишкин, Александр Степанович
- 22.04.1876 — 13.06.1876 — полковник Мольский, Виталий Константинович
- 13.06.1876 — 03.08.1877 — полковник Беляев, Николай Михайлович
- 03.08.1877 — 02.10.1877 — полковник Пфейфер, Георгий Александрович
- 02.10.1877 — 29.12.1877 — полковник Клевезаль, Владимир Николаевич
- 29.12.1877 — 16.03.1882 — полковник Пичугин, Пётр Аристархович
- 13.04.1882 — 30.04.1883 — полковник Гончаров, Фёдор Осипович
- 30.04.1883 — 02.11.1887 — полковник Франк, Николай Александрович
- 11.11.1887 — 28.11.1887 — полковник Бадер, Юлий Карлович
- 28.11.1887 — 11.07.1897 — полковник Анненков, Михаил Владимирович
- 14.08.1897 — 04.01.1902 — полковник Оффе, Андрей-Александр Карлович
- 16.01.1902 — 10.01.1905 — полковник Ждановский, Константин Сакердонович
- 22.06.1905 — 11.02.1909 — полковник Селлинен, Александр Карлович
- 17.03.1909 — 14.10.1911 — полковник Флеминг, Константин Александрович
- 14.10.1911 — 31.12.1913 — полковник Хитрово, Фёдор Константинович
- 05.01.1914 — 15.11.1914 — полковник Хитрово, Александр Иванович
- 15.11.1914 — 22.04.1915 — флигель-адъютант полковник Скалон, Михаил Николаевич
- 21.05.1915 — 24.04.1917 — полковник (с 24.11.1916 генерал-майор) Седергольм, Дмитрий Карлович
- 06.05.1917 — хх.хх.хххх — полковник Сомов, Лев Никанорович

## Знаки различия

### Офицеры
| Описание              | Знаки различия по состоянию 1874—1904 гг. | Знаки различия по состоянию 1874—1904 гг. | Знаки различия по состоянию 1874—1904 гг. | Знаки различия по состоянию 1874—1904 гг. | Знаки различия по состоянию 1874—1904 гг. | Знаки различия по состоянию 1874—1904 гг. | Знаки различия по состоянию 1874—1904 гг. | Знаки различия по состоянию 1874—1904 гг. |
| --------------------- | ----------------------------------------- | ----------------------------------------- | ----------------------------------------- | ----------------------------------------- | ----------------------------------------- | ----------------------------------------- | ----------------------------------------- | ----------------------------------------- |
| погоны                |                                           |                                           | [ 5 ]                                     |                                           |                                           |                                           |                                           |                                           |
| Классный чин / Звание | Полковник                                 | Подполковник                              | Майор                                     | Капитан                                   | Штабс-капитан                             | Поручик                                   | Подпоручик                                | Прапорщик                                 |
| Группа                | Штаб-офицеры                              | Штаб-офицеры                              | Штаб-офицеры                              | Обер-офицеры                              | Обер-офицеры                              | Обер-офицеры                              | Обер-офицеры                              | Обер-офицеры                              |

| Описание              | Знаки различия по состоянию на 1904-1909 гг. | Знаки различия по состоянию на 1904-1909 гг. | Знаки различия по состоянию на 1904-1909 гг. | Знаки различия по состоянию на 1904-1909 гг. | Знаки различия по состоянию на 1904-1909 гг. | Знаки различия по состоянию на 1904-1909 гг. | Знаки различия по состоянию на 1904-1909 гг. | Знаки различия по состоянию на 1904-1909 гг. | Знаки различия по состоянию на 1904-1909 гг. |
| --------------------- | -------------------------------------------- | -------------------------------------------- | -------------------------------------------- | -------------------------------------------- | -------------------------------------------- | -------------------------------------------- | -------------------------------------------- | -------------------------------------------- | -------------------------------------------- |
|                       |                                              |                                              |                                              |                                              |                                              |                                              |                                              |                                              |                                              |
| Погоны                |                                              |                                              |                                              |                                              |                                              |                                              |                                              |                                              |                                              |
|                       |                                              |                                              |                                              |                                              |                                              |                                              |                                              |                                              |                                              |
| Классный чин / Звание |                                              | Полковник                                    | Подполко́вник                                 |                                              | Капитан                                      | Штабс-капитан                                | Пору́чик                                      | Подпору́чик                                   | Пра́порщик                                    |
| Группа                | Штаб-офицеры                                 | Штаб-офицеры                                 | Штаб-офицеры                                 | Штаб-офицеры                                 | Обер-офицеры                                 | Обер-офицеры                                 | Обер-офицеры                                 | Обер-офицеры                                 | Обер-офицеры                                 |

### Нижние чины
| Описание              | Знаки различия по состоянию на 1874—1904 гг. | Знаки различия по состоянию на 1874—1904 гг. | Знаки различия по состоянию на 1874—1904 гг. | Знаки различия по состоянию на 1874—1904 гг. | Знаки различия по состоянию на 1874—1904 гг. |
| --------------------- | -------------------------------------------- | -------------------------------------------- | -------------------------------------------- | -------------------------------------------- | -------------------------------------------- |
| погоны                |                                              |                                              |                                              |                                              |                                              |
| Воинское звание / Чин | Фельдфебель                                  | Старший унтер-офицер                         | Младший унтер-офицер                         | Ефрейтор                                     | Рядовой                                      |
| Группа                | Унтер-офицеры                                | Унтер-офицеры                                | Унтер-офицеры                                |                                              |                                              |

|                       |                                                 |               |               |                      |                      |          |         |
| Погоны                |                                                 |               |               |                      |                      |          |         |
|                       |                                                 |               |               |                      |                      |          |         |
| Воинское звание / Чин | Зауряд-прапорщик, произведённый из фельдфебелей |               | Фельдфебель   | Старший унтер-офицер | Младший унтер-офицер | Ефрейтор | Рядовой |
| Группа                | Унтер-Офицеры                                   | Унтер-Офицеры | Унтер-Офицеры | Унтер-Офицеры        | Унтер-Офицеры        |          |         |

## Знаки отличия
1. Полковое знамя Георгиевское, с надписью: «За Севастополь в 1854 и 1855 годах и за Шипку в 1877 годах», с Александровскою юбилейною лентою.
2. Три серебряные трубы, на первых двух: «За отличие при поражении и изгнании неприятеля из пределов России в 1812 году и за усмирение Венгрии в 1849 году», на третьей «За усмирении Венгрии в 1849 году», пожалованные 13 Апреля 1813 и 25 Декабря 1849 гг.
3. Знаки на головные уборы, с надписью: «За отличие в войне с Японией в 1904 году», пожалованные 8 Февраля 1907 г.

## Известные люди, служившие в полку
- Бангерский, Рудольф Карлович
- Вестфален, Фёдор Антонович
- Клевезаль, Владимир Николаевич (1835—1915) — герой Русско-турецкой войны 1877—1878 годов, генерал-лейтенант, мемуарист.
- Клиентов, Виктор Алексеевич (1836—1877) — герой Шипки, капитан.
- Раевский, Николай Николаевич
- Языков, Николай Данилович (1740—1803) — генерал-майор, губернатор Новороссийской губернии (1778-1783).